# Ollenermoor
Ollenermoor ist ein Ortsteil der Gemeinde Berne im niedersächsischen Landkreis Wesermarsch. Der Ort liegt südlich des Kernortes Berne im Stedinger Moor, etwa auf halbem Wege nach Hude.

## Geschichte
Ollenermoor wurde zusammen mit den beieinander liegenden Orten Hekelermoor und Hiddigwardermoor im Jahre 1797 gegründet.

## Verkehrsanbindung
Durch Ollenermoor führt die Kreisstraße K 317.

## Sehenswert
- Wohn- und Wirtschaftsgebäude Vörreeg 14, Zweiständerhallenhaus in Fachwerk aus der ersten Hälfte des 19. Jahrhunderts